# Anaulacomera apicidentata
Anaulacomera apicidentata är en insektsart som beskrevs av Andrew Nelson Caudell 1918. Anaulacomera apicidentata ingår i släktet Anaulacomera och familjen vårtbitare. Inga underarter finns listade i Catalogue of Life.